# Complejo de distrofina-glucoproteína
El complejo de distrofina-glucoproteína (DGC) abarca al sarcolema e interactúa directamente con proteínas del subsarcolema y componentes de la matriz extracelular, dando una unión física entre el citoesqueleto y el basamento de la membrana.
Aunque la función exacta del complejo no está completamente determinada, las evidencias indican que este confiere estabilidad estructural al sarcolema durante la contracción. Las mutaciones en este complejo, conllevan a las fibras musculares a ser más susceptibles al daño y permiten varios tipos de desórdenes tales como la distrofia muscular de Duchenne y distrofias musculares “[limb-girdle]”.
Se encuentra formado principalmente por el distroglicano, sarcospan, distrofina y sarcoglicanos,
- Datos: Q5779960